# NGC 1346
NGC 1346 est une galaxie spirale située dans la constellation de l'Éridan. NGC 1346 a été découverte par l'astronome français Édouard Stephan en 1876.

## Caractéristiques
Sa vitesse par rapport au fond diffus cosmologique est de 3 906 ± 12 km/s, ce qui correspond à une distance de Hubble de 57,6 ± 4,0 Mpc (∼188 millions d'al).
La classe de luminosité de NGC 1346 est II et elle présente une large raie HI. NGC 1346 est une galaxie active de type Seyfert 1 et c'est aussi une galaxie lumineuse dans l'infrarouge.
À ce jour, trois mesures non basées sur le décalage vers le rouge (redshift) donnent une distance égale à 56,133 ± 1,274 Mpc (∼183 millions d'al), ce qui est à l'intérieur des valeurs de la distance de Hubble.

## Paire de galaxies?
On constate sur l'image SDSS de l'encadré à droite que NGC 1346 est rapproché de la galaxie MCG -1-9-41 sur la sphère céleste. Comme la distance de Hubble de cette dernière est égale à 59,27 ± 4,15 Mpc (∼193 millions d'al), une distance semblable à NGC 1346, il est possible que ces deux galaxies forment un couple réel de galaxie. Cependant, aucune source consultée ne le mentionne.